# Partido Salliqueló
Salliqueló [sa.ʒi.ke.ˈlo] ist ein Partido in der argentinischen Provinz Buenos Aires. Das Partido hatte bei der Volkszählung 2010 8.644 Einwohner. Bei einer Oberfläche von 797 km² beläuft sich die Bevölkerungsdichte auf 10,85 Einwohner pro Quadratkilometer. Die Zahl der Haushalte beträgt 3.162.

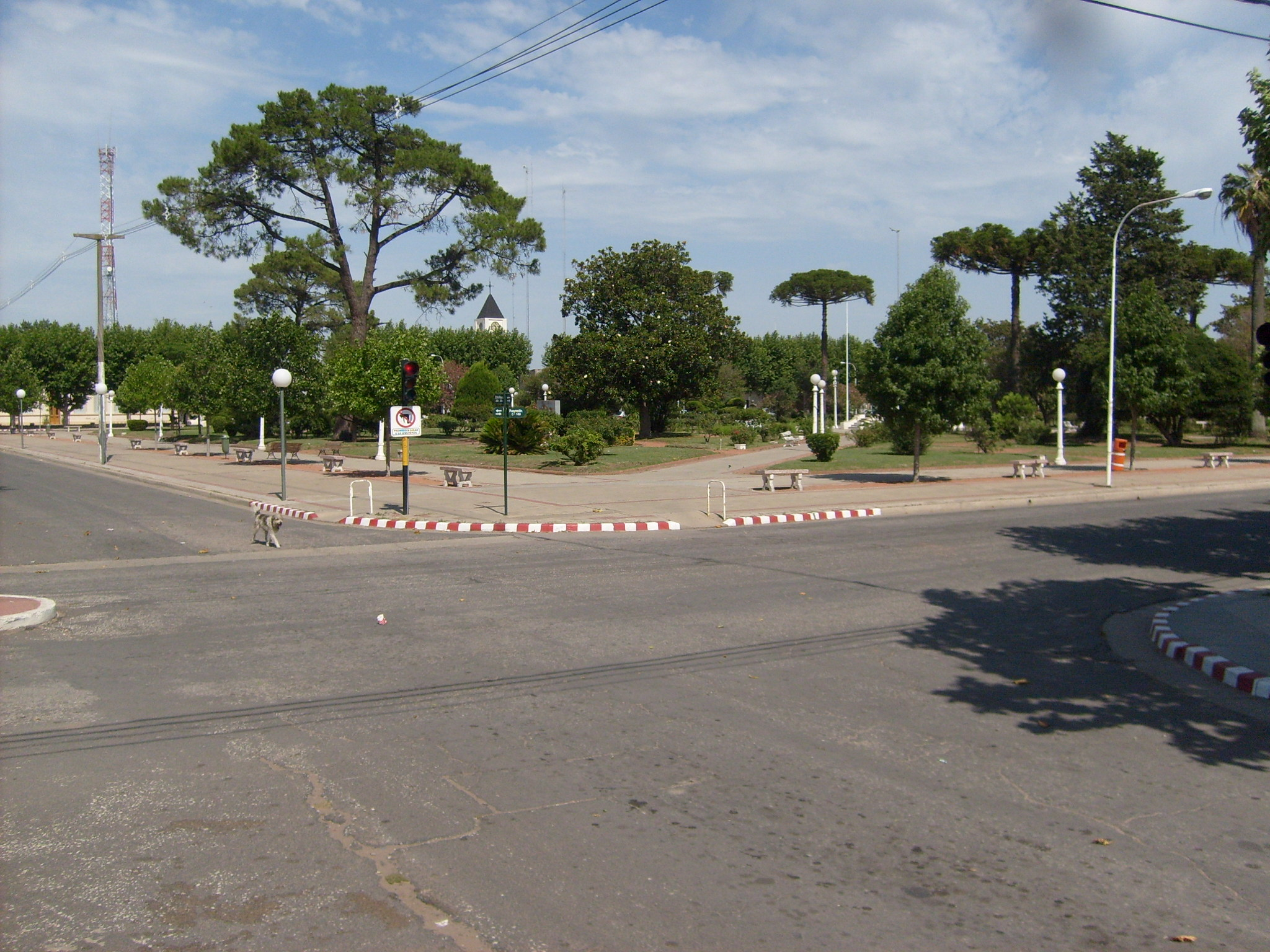
Zentraler Platz in Salliqueló

Intendente Salliquelós ist Osvaldo Enrique Cattaneo von der Unión Cívica Radical. Telefonvorwahl Salliquelós ist 02394. 
Verwaltungszentrum ist der gleichnamige Ort Salliqueló, ein zweiter Ort im Partido existiert mit Quenumá. Das Partido Salliqueló ist umgeben von den Partidos Pellegrini, Tres Lomas, Guaminí und Adolfo Alsina.

## Geschichte
Bis 1858 war das Gebiet Salliquelós in den Händen der Indigenen, bis der Mapuche-Kazike Calfucurá von Nicolás Granada besiegt werden konnte; 1876 konnte das Ejército Argentino durch einen Sieg über Juan José Catriel den endgültigen Sieg erringen.
Am 3. Juni 1903 würde die Villa Salliqueló gegründet, die damals und bis 1908 Teil des Partido Guaminí war. 1961 wurde das Partido durch Ausgliederung aus dem Partido Pellegrini erschaffen.